# Eucalyptus polyanthemos
Eucalyptus polyanthemos es una especie de árbol de la familia Myrtaceae. 

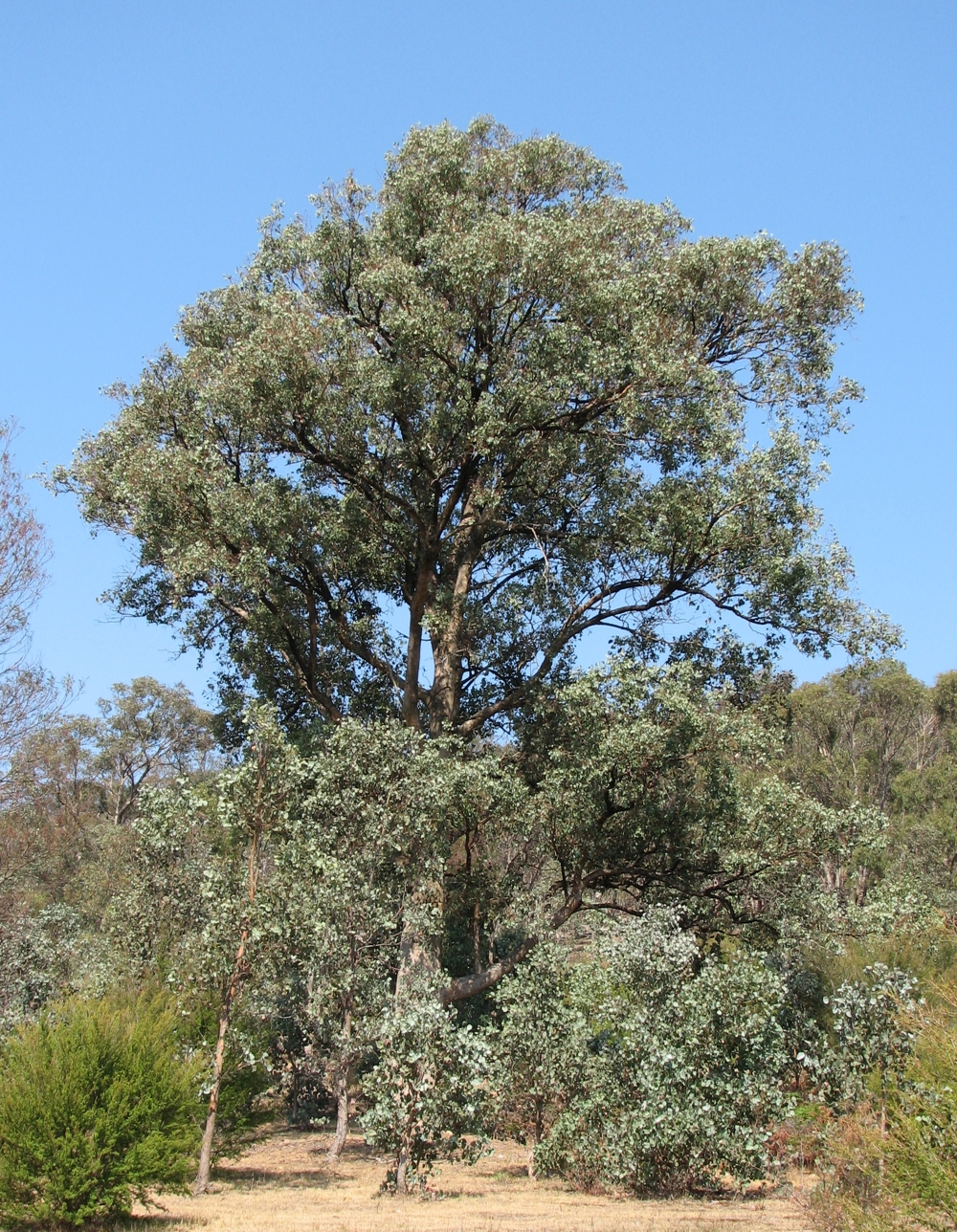
Vista del árbol

## Descripción
Este árbol de tronco único crece hasta unos 24 m y tiene una corteza característica: gris y escamosa en la parte inferior, pero sutilmente moteada de gris, rosa y crema en la superior. Las hojas son entre gris verdoso y bastante azuladas, y en algunos árboles son casi circulares, aunque ahusadas en la base hasta formar un esbelto pecíolo. Se utilizan como follaje cortado. Las flores, color crema, nacen en finos ramilletes péndulos y producen néctar, por lo que atraen a los pájaros. Suele crecer en lugares pedregosos muy poco profundos, donde produce un corto tronco retorcido.

## Taxonomía
Eucalyptus polyanthemos fue descrita por Johannes Conrad Schauer y publicado en Repertorium Botanices Systematicae. 2(5): 924. 1843.
Etimología
Eucalyptus: nombre genérico que proviene del griego antiguo: eû = "bien, justamente" y kalyptós = "cubierto, que recubre". En Eucalyptus L'Hér., los pétalos, soldados entre sí y a veces también con los sépalos, forman parte del opérculo, perfectamente ajustado al hipanto, que se desprende a la hora de la floración.
polyanthemos: epíteto latíno que significa "con muchas flores".
Sinonimia
- Eucalyptus ovalifolia F.Muell. ex R.T.Baker, Proc. Linn. Soc. New South Wales 25: 680 (1901).
- Eucalyptus ovalifolia var. lanceolata R.T.Baker & H.G.Sm., Res. Eucalypts: 124 (1902).[4]